# Chrysso nigrosterna
Chrysso nigrosterna är en spindelart som beskrevs av Eugen von Keyserling 1891. Chrysso nigrosterna ingår i släktet Chrysso och familjen klotspindlar. Inga underarter finns listade i Catalogue of Life.